# Jozef Mjartan
Jozef Mjartan (22. února 1900 Cigeľ - 25. února 1983 Bratislava) byl slovenský a československý politik, poválečný poslanec Prozatímního Národního shromáždění a Ústavodárného Národního shromáždění za Demokratickou stranu. Po únorovém převratu v roce 1948 jeden ze zakladatelů a dlouholetý politik Strany slovenské obrody, která byla loajální součástí komunistického režimu. Zasedal za ni v Národním shromáždění republiky Československé, Slovenské národní radě, Národním shromáždění Československé socialistické republiky a ve Sněmovně lidu Federálního shromáždění.

## Biografie
Pocházel z malorolnické rodiny. Byl účastníkem Slovenského národního povstání.
V letech 1945-1946 byl poslancem Prozatímního Národního shromáždění za Demokratickou stranu (DS), respektive za Jednotný zväz slovenských roľníkov. Po parlamentních volbách v roce 1946 usedl za DS do Ústavodárného Národního shromáždění a po parlamentních volbách v roce 1948 byl zvolen ve volebním kraji Nitra do Národního shromáždění, nyní již za Stranu slovenské obrody (SSO). V parlamentu setrval do roku 1954.
Už krátce před únorovým převratem roku 1948 se stal v rámci Demokratické strany členem prokomunisticky orientované frakce, která žádala očistu strany. Během samotné únorové krize vytvořil v rámci DS akční výbor, který pak stranu ovládl a prováděl čistky. V následujících desítkách let pak zasedal ve vedení nově vznikle Strany slovenské obrody. V letech 1966-1983 byl jejím předsedou. Po roce 1948 také získal post místopředsedy Sboru pověřenců (zastával ho do roku 1953). Během pražského jara v roce 1968 zaujal vyčkávací pozici a čelil tlaku části členské základny na obnovu samostatné politiky, nesvázané tolik s linií KSČ. Po invazi vojsk Varšavské smlouvy do Československa pak toto stranické křídlo bylo politicky zničeno a vytlačeno ze strany, přičemž kritika na adresu Mjartanova vedení byla označena za protisocialistickou. Na konferenci SSO byl v prosinci 1972 Jozef Mjartan potvrzen ve funkci předsedy a opět v roce 1978. Od 11. února 1983 byl čestným předsedou SSO.
Zasedal trvale i v nejvyšších zákonodárných sborech. Po parlamentních volbách v roce 1960 se stal poslancem Národního shromáždění Československé socialistické republiky. Mandát obhájil v parlamentních volbách v roce 1964 a v parlamentu setrval do roku 1968. Pak po federalizaci Československa zasedal v letech 1969-1971 ve Sněmovně lidu Federálního shromáždění.
Kromě toho se v červnu 1953 jako náhradník stal poslancem Slovenské národní rady. Za poslance SNR pak byl zvolen v řádných volbách roku 1954. Do SNR byl zvolen ještě ve volbách roku 1981.
Byl mu udělen Řád Klementa Gottwalda, Řád republiky a Řád Vítězného února. Zemřel v únoru 1983.